# Oxalis helicoides
Oxalis helicoides är en harsyreväxtart som beskrevs av Salter. Oxalis helicoides ingår i släktet oxalisar, och familjen harsyreväxter. Inga underarter finns listade i Catalogue of Life.